# Näringslivets hus

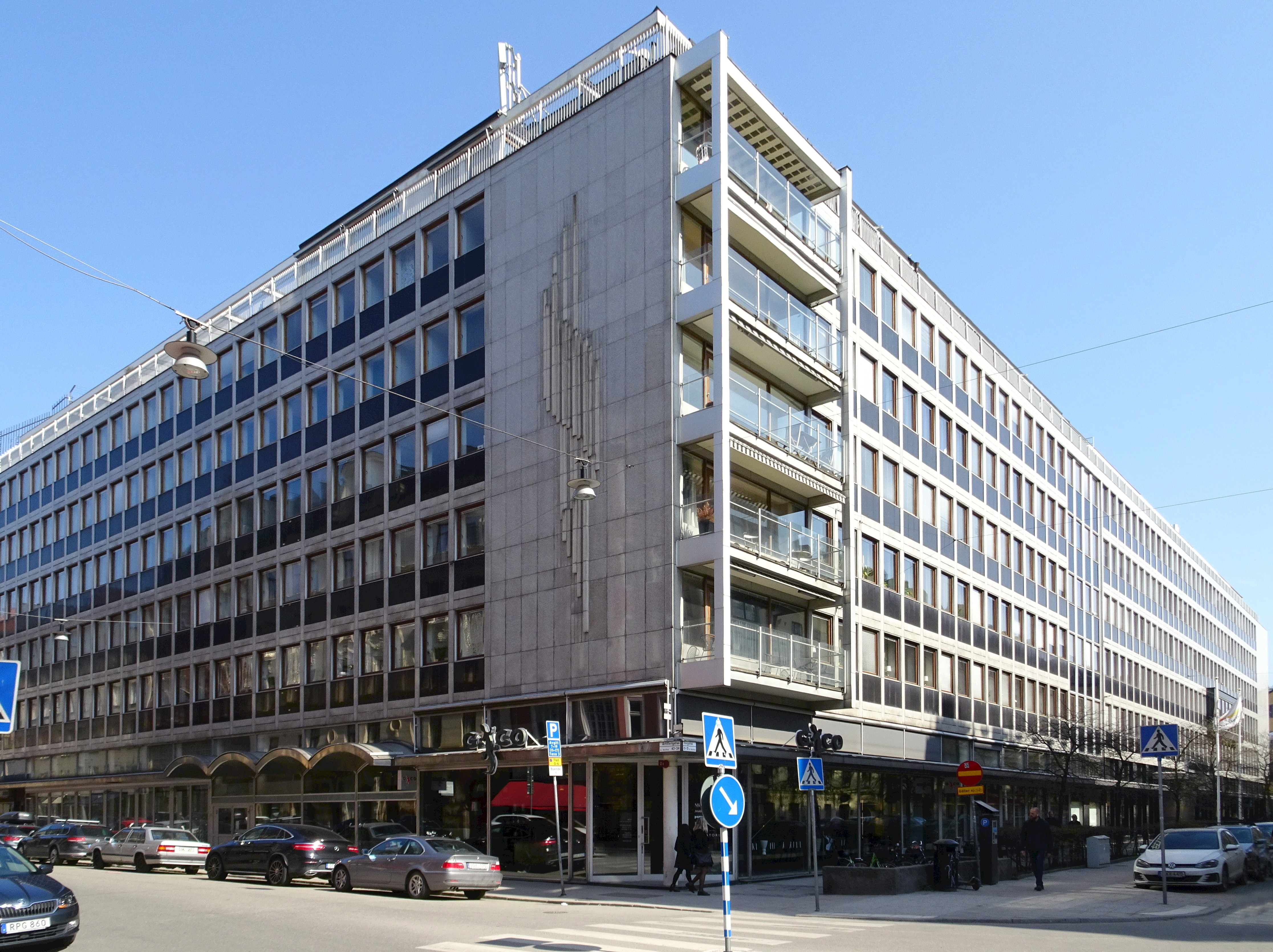
Näringslivets hus i april 2021.

Näringslivets hus, tidigare Industrihuset, är en kontorsbyggnad i kvarteret Havsfrun 31, beläget vid Storgatan 15-21 på Östermalm i centrala Stockholm. I byggnaden återfinns idag bland annat Svenskt Näringsliv.

## Historik
Byggnaden uppfördes i två etapper mellan 1957 och 1972 för bland annat Industriförbundet och Verkstadsföreningen efter ritningar av arkitekt Gustaf Lettström. Fastigheten består av två husdelar. Del I i hörnet Storgatan/Artillerigatan byggdes åren 1957 till 1964 medan del II i hörnet Storgatan/ Skeppargatan byggdes mellan 1966 och 1972. Byggherre för första etappen var Sveriges Industriförbund med byggmästare Forss & Son, etapp II beställdes av Fastigstighetshetsbolaget Havsfrun med byggmästare Byggnads AB Index.
Byggnadens fasadliv mot Storgatan placerades sex meter längre in på tomten. Enligt gällande stadsplan från 1935 skulle Storgatan breddas från 12 meter till 18 meter. Många fastigheter längs Storgatans norra sida har kvar den gamla gatulinjen medan några har den nya, bland dem Näringslivets hus och det närbelägna Sjökalven 25.
Byggnaden har sex respektive sju våningar och en indragen takvåning. Fasaderna är uppdelade i ett tydligt rutmönster och består av polerat grå och svart sten, där den svarta stenen finns i fönsterbröstningarna och på bottenvåningens pelare. I hörnet närmast Artillerigatan anordnade arkitekten balkonger som blir en del av fasadgestaltningen, här finns även som utsmyckning en fem våningar höj relief i fasadens ljusa sten. På långsidan mot Storgatan ritade han ett långt burspråk som enda variation. Taken är täckta med kopparplåt, innergården är överbyggd.
På platsen fanns tidigare äldre bebyggelse från 1800-talets slut som bland annat innehöll Kitzings mode- och sybehörsaffär. Storgatan 15A revs 1958 för att ge plats åt Industriförbundets nybygge, de övriga revs efter 1961. Industriförbundet valde etableringen på Storgatan efter att förhandlingar om att flytta in i en av Hötorgsskraporna (hus nummer 2, dvs det andra räknat från Hötorget) strandat 1955.

## Historiska bilder
Året är 1961 och första byggnadsetappen står klart, medan de äldre byggnaderna i kvarterets östra del ännu finns kvar.

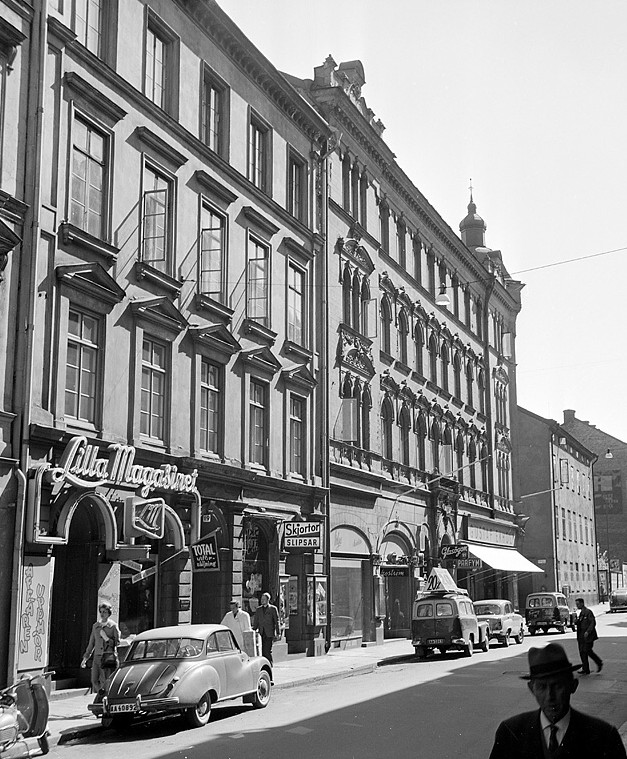
Den äldre bebyggelsen i Storgatan 19
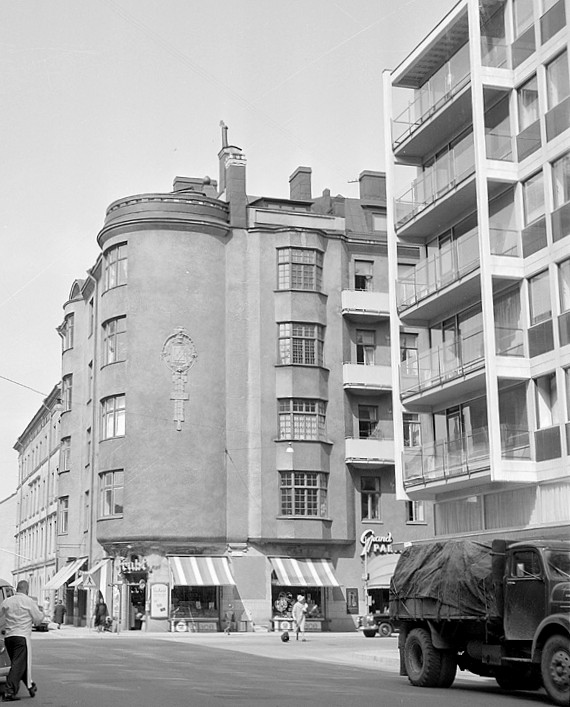
Storgatan mot Artillerigatan
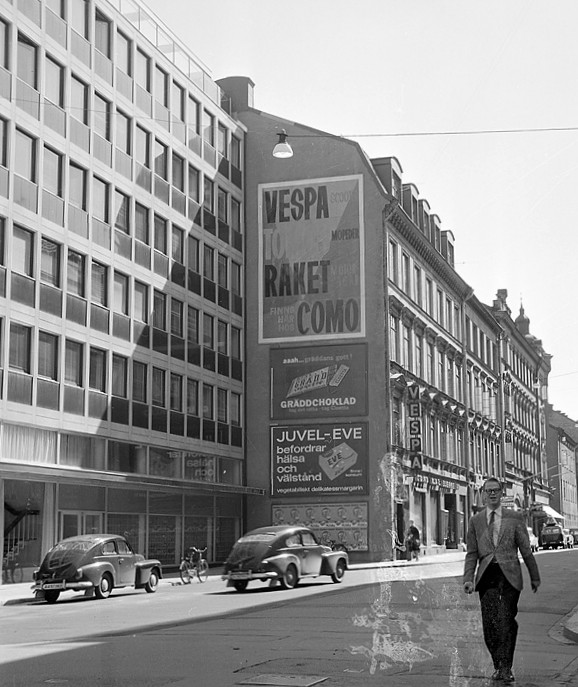
Storgatan österut
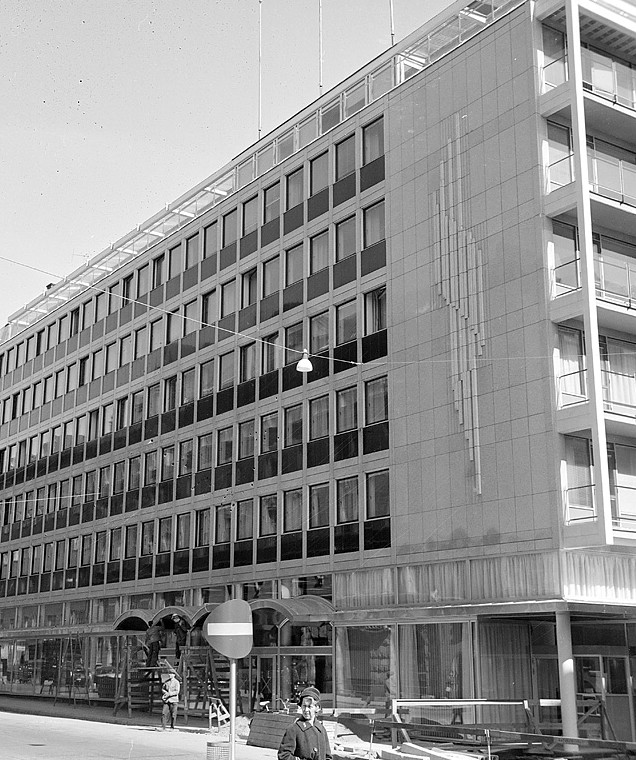
Hörnet Artillerigatan/Storgatan

## Nutida bilder

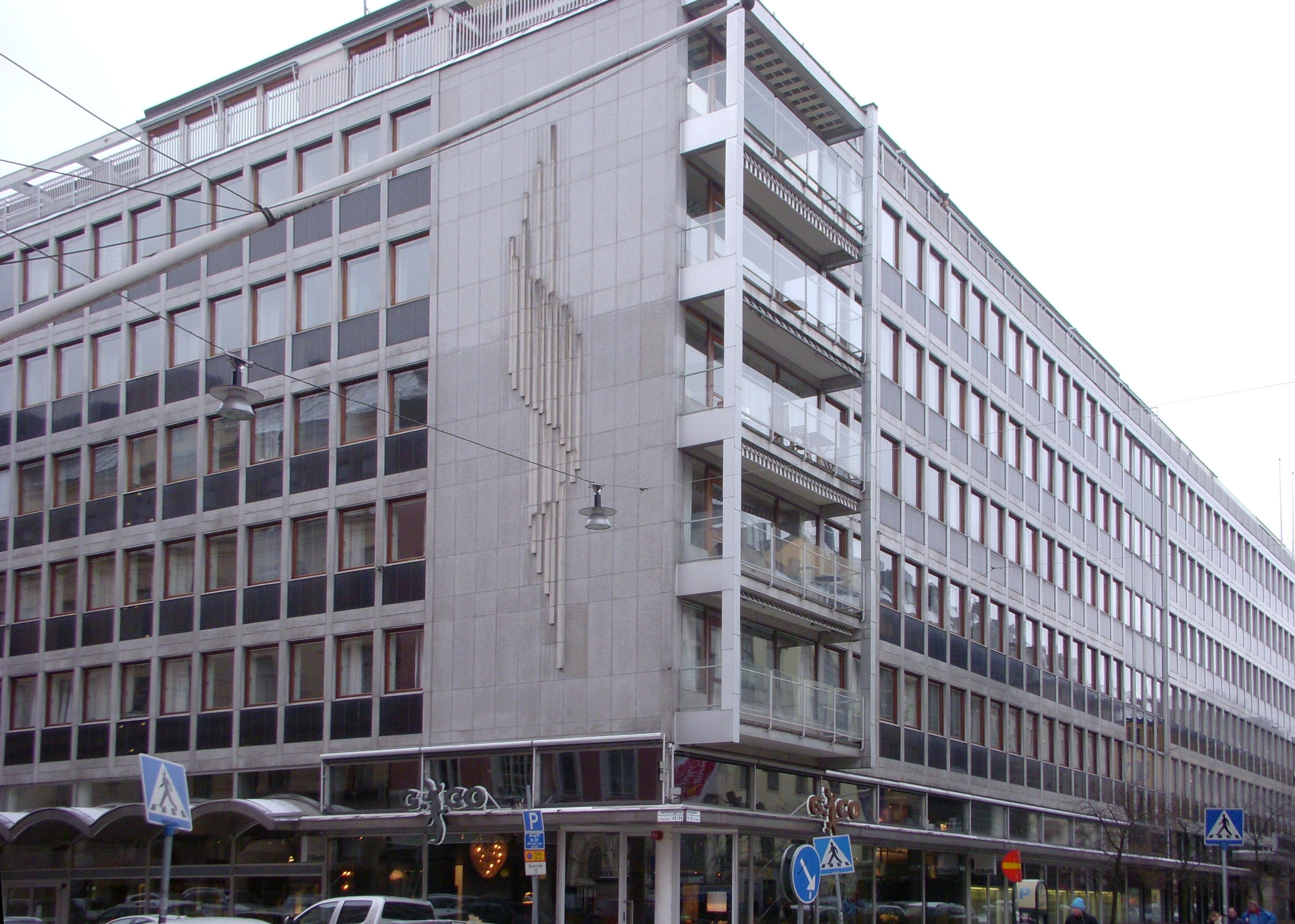
Hörnet Storgatan/Artillerigatan
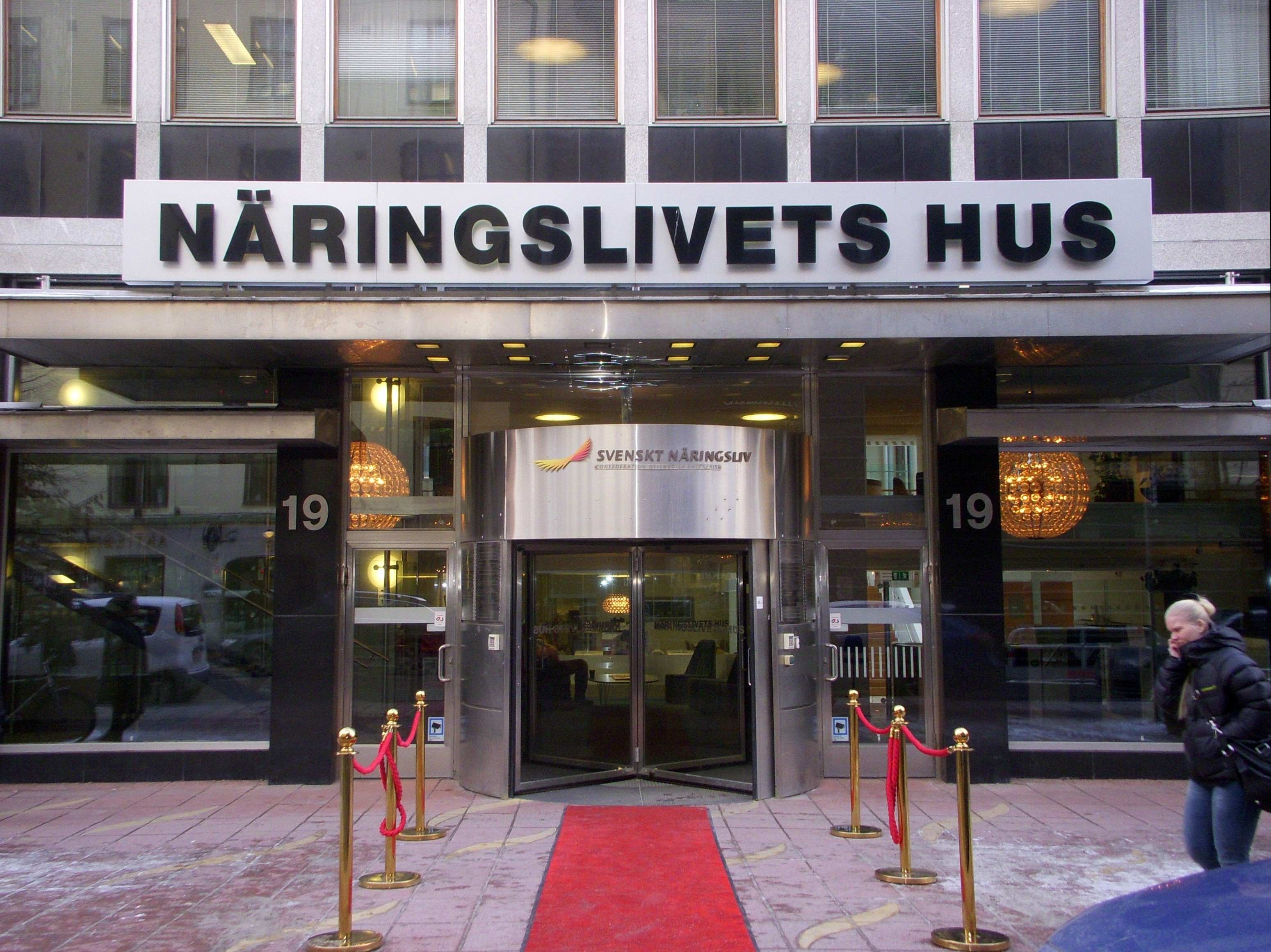
Entrén
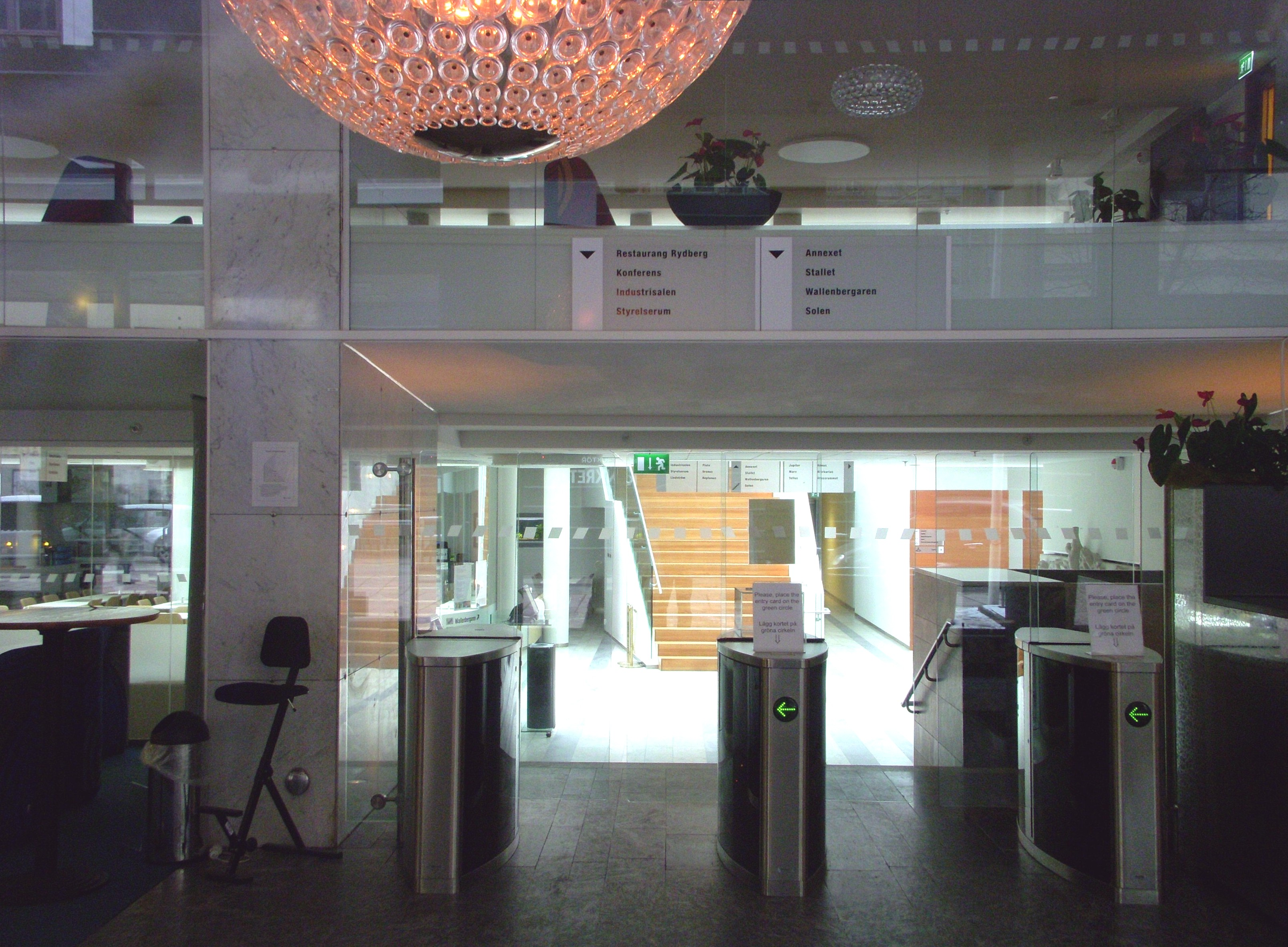
Entréhallen
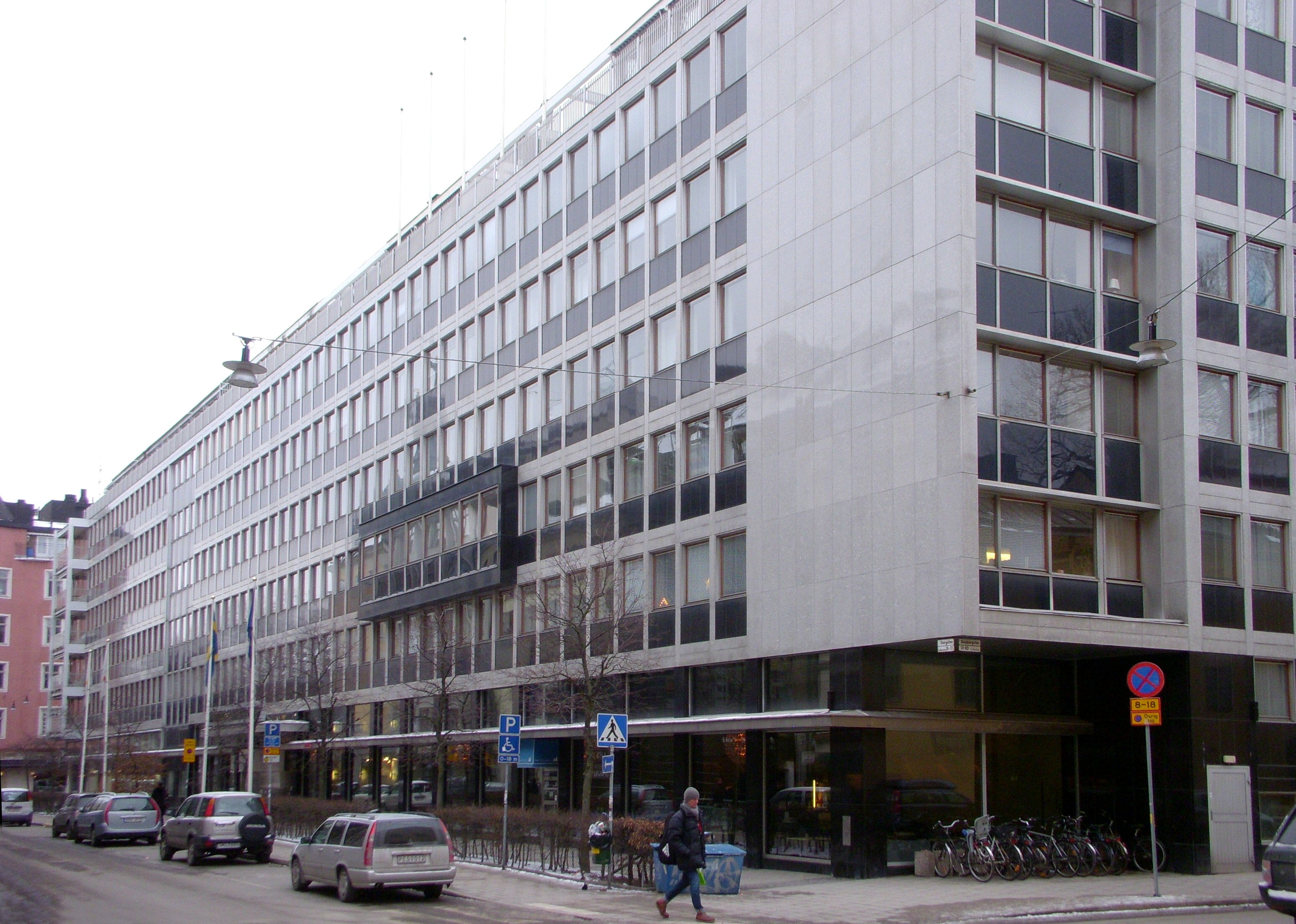
Hörnet Storgatan/Skeppargatan